# Bernhard Wolff
Bernhard Wolff (født 3. marts 1811, død 11. maj 1879) grundlagde det tyske nyhedsbureau Wolffs Bureau (Deutsche Presse-Agentur DPA) i Berlin 1850. Forinden havde han studeret lægevidenskab og stiftet det nationalliberale dagblad ved navn National-Zeitung i 1848. Bernhard Wolff deltog sammen med Charles-Louis Havas og Paul Julius Reuter i forhandlingerne af Paris-aftalen i 1859.